# Marmerenjauretje (Tärna socken, Lappland, 727637-146116)
Marmerenjauretje är en sjö i Storumans kommun i Lappland och ingår i Umeälvens huvudavrinningsområde.